# Chester I. Long
Chester I. Long (Perry megye, 1860. október 12. – Washington, 1934. július 1.) az Amerikai Egyesült Államok szenátora (Kansas, 1903–1909).